# Sommesous

Sommesous este o comună în departamentul Marne, Franța. În 2009 avea o populație de 455 de locuitori.